# Немкин, Владимир Христианович
Влади́мир Христианович Немкин (5 мая 1857, Харьков — 16 сентября 1908, там же) — русский архитектор (в основном культовых зданий) и педагог.

## Биография
Отец — Христиан Иванович Немкин (?-март 1873) приехал в Харьков в 1820-е годы он был из дворянской католической семьи, с 1827 года преподавал в Харьковском институте благородных девиц, в 1835 году отец получил звание титулярного советника, а 1837 году коллежского асессора, пытался открыть свой пансион, для девочек, которые хотели поступить в институт благородных девиц, но разрешение не получил от харьковского губернатора, отец знал несколько иностранных языков, делал переводы с немецкого и французского, хорошо рисовал, играл на музыкальных инструментах. В 1840 году отец вышел в отставку из-за трений с попечителем харьковского учебного округа, который мешал ему открыть пансион, в 1844 году получил чин надворного советника.
Отец Христиан Иванович Немкин работал репетитором, готовил к поступлению в университет детей дворян и купцов, он умер в марте 1873 года, мать Анна Николаевна Немкина продала дом.
Мать — Анна Николаевна Протопопова, дочь харьковского чиновника из дворян, она приводила к Христиану Ивановичу своих младших братьев, родители обвенчались в марте 1852 года,
Брат — Николай Христианович Немкин (1853 — ?) — закончил Императорский Харьковский университет, работал врачом, его сын Николай тоже был врачом.
Окончил харьковскую мужскую гимназию № 3, Институт гражданских инженеров (1885 г.), получил звание гражданского инженера. Работал помощником харьковского губернского архитектора Б. С. Покровского.
В 1886—1906 — преподавал в Харьковском технологическом институте рисование и архитектурное черчение, имел звание профессора, с 1885 по 1904 — харьковский епархиальный архитектор, архиепископ Амвросий взял его на эту должность, когда посмотрел альбом его проектов.
В 1892 году был на Съезде русских зодчих в Санкт-Петербурге.
Под его руководством было построено 32 каменных 15 деревянных храмов; расширялись 6 каменных храмов и одна деревянная церковь; перестраивались два каменных храма и одна деревянная колокольня.
В. Х. Немкин автор многих храмовых сооружений в Харьковской области (Богодуховский, Змиевский, Волчанский, Валковский, Купянский, Изюмский районы), в Киевской и Сумской областях.
В 1905 году Владимир заболел, он лечился в Харькове, потом 25 марта 1905 уехал в Крым, больше года он был там на лечении, в апреле 1906 года его жена попросила продлить ему отпуск на всё лето.
С 1907 года Немкин по состоянию здоровья подал в отставку.
Умер от тяжелой болезни 16 сентября 1908 года и был похоронен на Иоанно-Усекновенском кладбище в фамильном склепе.

## Личная жизнь
Жена Аполлинария Васильевна Немкина (1866—?), у них было шесть детей: Наталия (1886—?), Елена (1893—?), Борис (1894—?), Евгения (1896—?), Глеб (1897—?), и Раиса (1900—?). В 1886 году он купил земельный участок у харьковского купца Василия Антоновича Дурасова на Конной улице, а потом часть земели у наследников священника Петра Наседкина, в 1888 год он построил дом, отопление в доме было печное, канализации и водопровода не было. Фасад дома украшали изящные пилястры и медальоны, крыльцо парадного фасада было кованым, во дворе были построены и перестроены старые здания: небольшой флигель, кухня, сараи и конюшня.

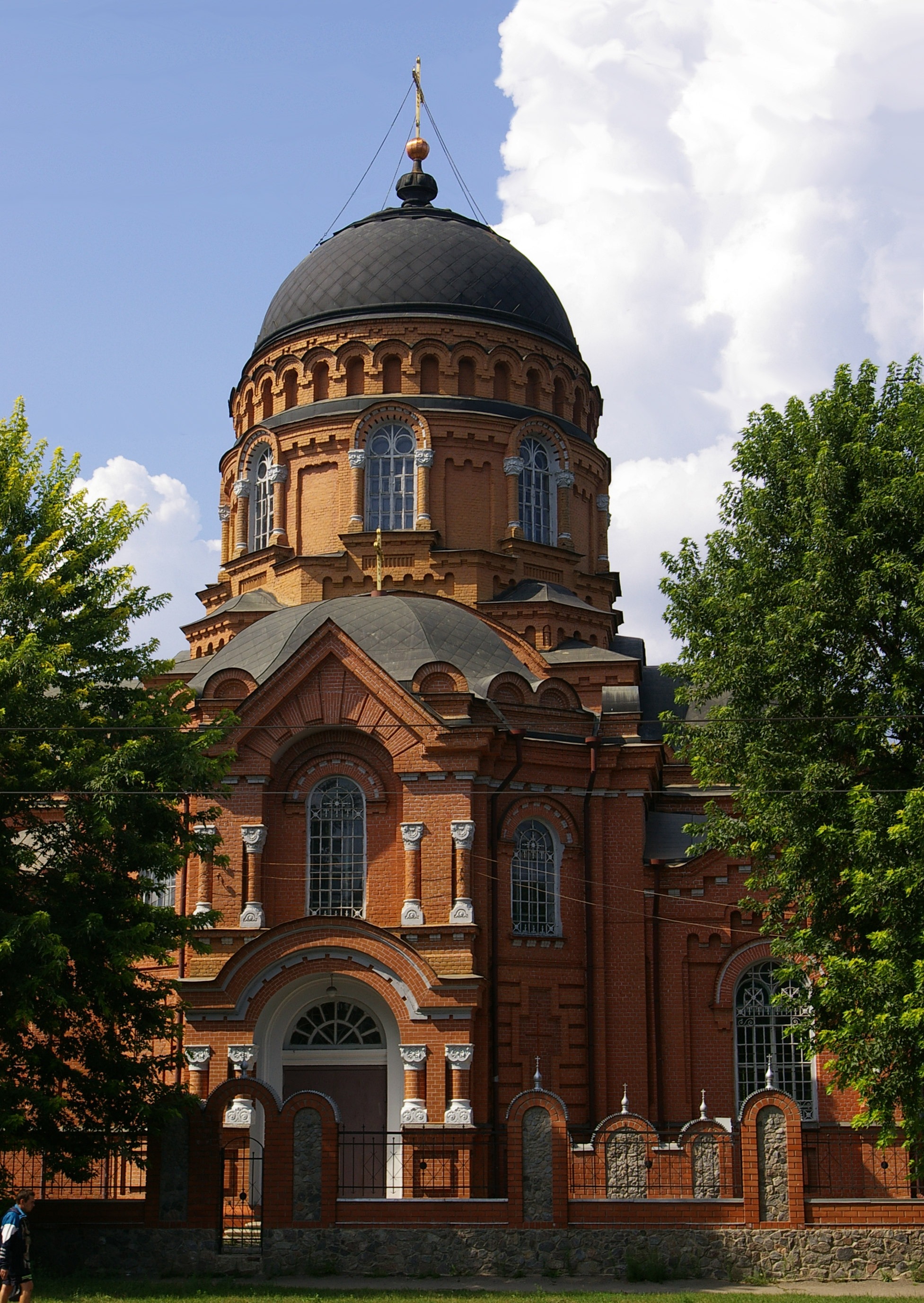
Озерянская церковь

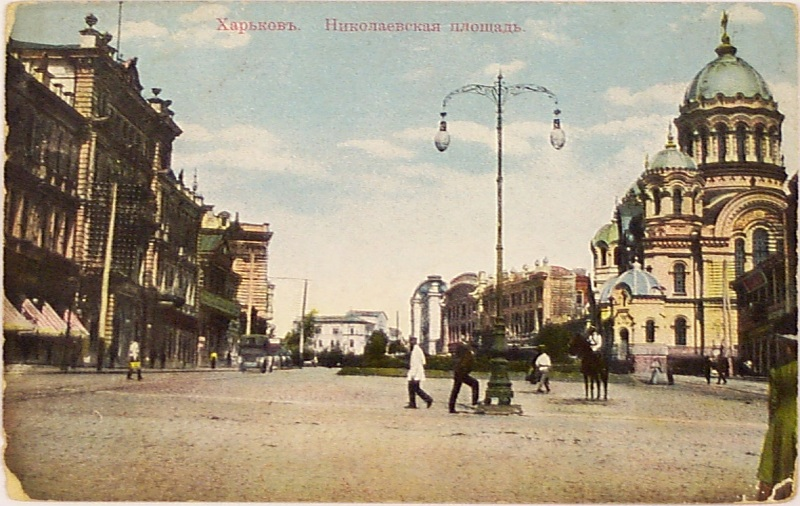
Собор Святого Николая

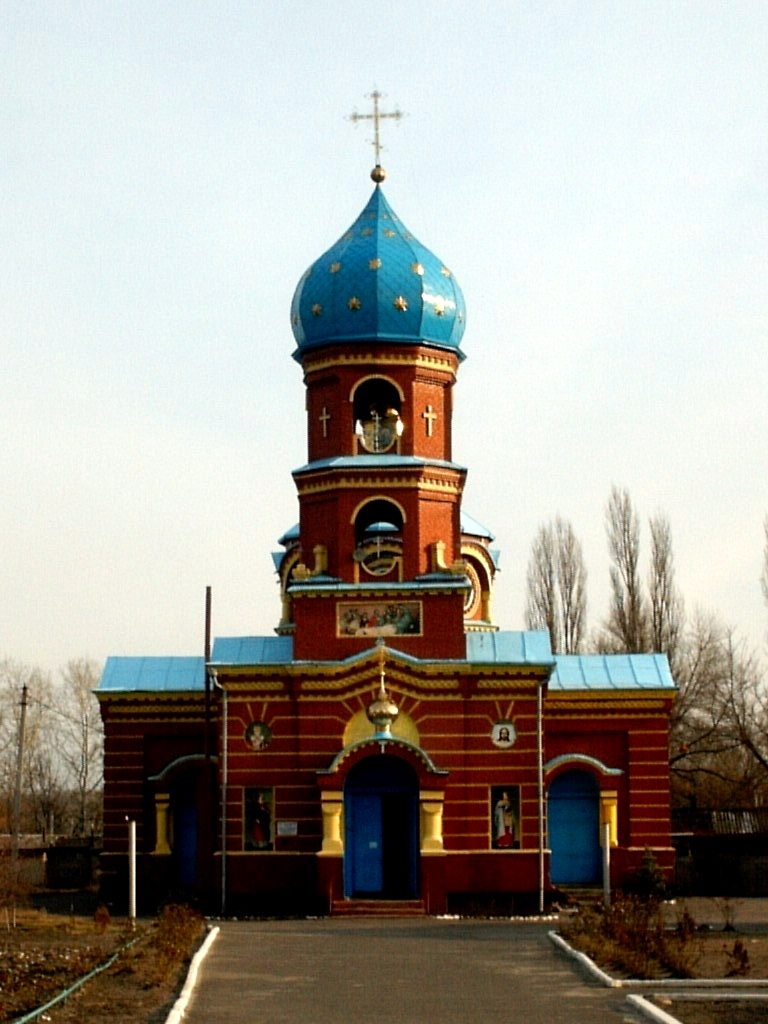
Екатерининская Церковь в Счастье построенная в 1901 году, освящена 13 октября 1914 (архитектор Владимир Христианови Немкин). (колокольня построена в 1999 году)

В Харькове Немкин спроектировал много зданий, которые сегодня имеют статус памятников архитектуры:
- Собор Св. Николая на Николаевской площади (ныне пл. Конституции) — 1887—1896 гг. Разрушена в 1930-х годах.
- Корпуса духовной семинарии на ул. Семинарской, 46.
- Примерная школа при духовной семинарии.
- Мещанская богадельня на ул. Семинарской, 22 — 1890 г.
- Кирилло-Мефодиевская церковь на кладбище (ныне Парк Машиностроителей) — 1887—1896 гг., не сохранилась.
- Епархиальное управление (Консистория) в Свято-Покровском монастыре — 1892—1903 гг. ул. Университетская, 4 (ныне Центральный государственный научно-технический архив Украины)
- Озерянская церковь в Свято-Покровском монастыре — 1896 г.
- Дом настоятеля и ворота в Свято-Покровском монастыре, ул. Университетская, 8.
- Торговый дом монастыря — магазин-склад Жирардовской мануфактуры — реконструкция 1889 г. (ул. Университетская, 10) .
- Кельи с трапезной и гостиницей, ул. Университетская, 4.
- Озерянская церковь на ул . Екатеринославской (ныне Полтавский Шлях, 124) — 1894—1901 гг.
- Церковь Св. Константина и Елены на ст. Харьков-Сортировочный — 1907 г. Сейчас ул. Большая Панасовская, 199.
- Церковь Бориса и Глеба (Водяное) — 1880-е-1905 г.г..
- Особняк на ул. Чернышевской, 27 — 1888 г.

## Награды
Был награждён орденами: «Св. Владимира» III и IV степеней; «Св. Анны» II и III степеней; «Св. Станислава» II степени, несколькими медалями.
Его отметили многочисленными благоволениями от имени Императоров, Святейшего Синода, харьковских архипастырей.